# Крамер против Крамера
Крамер против Крамера (енгл. Kramer vs. Kramer) америчка је филмска драма из 1979. године, режисера и сценаристе Роберта Бентона, заснован на истоименом роману Ејверија Кормана. Главне улоге у филму тумаче Дастин Хофман, Мерил Стрип, Џејн Александер и Џастин Хенри. Прича прати развод брачног пара, његов утицај на њиховог малог сина и каснијој еволуцији њиховог односа и погледа на родитељство.
Филм истражује психологију и последице развода и дотиче се преовлађујућих или нових друштвених питања, као што су родне улоге, права очева, равнотежа између посла и приватног живота и самохрано родитељство.
Филм је биоскопски објављен 19. децембра 1979. године. Остварио је критички и комерцијални успех, зарадивши 173 милиона долара у односу на буџет од 8 милиона долара, по чему је постао филм са највећом зарадом 1979. у САД и Канади. Био је номинован за девет Оскара, а освојио је пет: за најбољи филм, најбољу режију, најбољег глумца (Дастин Хофман), најбољу споредну глумицу (Мерил Стрип) и најбољи адаптирани сценарио.

## Радња
Тед Крамер, маркетиншки стручњак у Њујорку, управо је закључио важан уговор и добио унапређење. Међутим, када подели вест са својом супругом Џоаном, она га шокира тврдњом да га напушта. Излази из њиховог стана без Билија, њиховог седмогодишњег сина, јер сматра да није способна да буде мајка. Следећег јутра када Били пита за своју мајку, Тед објашњава да је отишла како би била сама на неко време.
Тед води Билија до његове основне школе не знајући који разред похађа и остављајући га са женом на улазу, пре него што пожури на посао. У огласној агенцији, Тед се поверава о својој ситуацији Џиму О’Конору, свом шефу и пријатељу. Џим има разумевања, али се нада да Тедова ситуација неће ометати његову нову одговорност као водеће особе на новом уговору са Мид-Атлантик ерлајнсом.
У почетку, Тед и Били се боре да се прилагоде новој животној ситуацији јер Билију недостаје мајка, а Тед мора да ради додатне кућне послове које обично обавља Џоана. Отац и син се постепено навикавају на рутину без Џоане, али Тедов посао испашта. Били и Тед се посвађају једне вечери када Били плаче за мајком, али се касније помире. Када се Били забрине да је одлазак његове мајке његова кривица, Тед га уверава да је Џоана отишла јер није била срећна њиховим браком.
У међувремену, Тед је постао добар пријатељ са разведеном комшиницом Маргарет Фелпс, Џоанином пријатељицом. Једног дана, Били се повређује на игралишту, а Тед га хитно одвези у болницу и замоли доктора да му дозволи да остане поред свог сина док га ушивају.
После петнаест месеци, Тед се налази са Џоаном у ресторану. Она открива да је срећнија након што је неко време радила у Калифорнији и одлазила код терапеута. Када Џоана изјави да је сада спремна да одгаја сина и да жели да Били дође да живи са њом у Калифорнији, Тед постаје бесан и одлази. Он се консултује са адвокатом за разводе Џоном Шонесијем, који га упозорава да суд обично додељује старатељство над малим дететом мајци.
На послу, Џим обавештава Теда да је добио отказ јер су руководиоци Мид-Атлантик ерлајнса незадовољни његовим радом. Знајући да нема шансе да добије старатељство ако је незапослен, Тед упорно покушава да нађе посао у року од двадесет четири сата, упркос томе што неколико рекламних фирми запошљавају током сезоне празника. Он убеђује два руководиоца агенције да одмах размотре његову молбу и прихвата позицију са нижим платом за коју је преквалификован.
Почиње саслушање о старатељству. На суду, Џоана тврди да је Тед никада није злостављао нити је био неверан, али је изгубила самопоуздање као мајка домаћица. Она инсистира да је од тада „поново постала целовита личност” и верује да је њеном сину потребна више него његов отац. Тед каже да је доказао да може да буде добар родитељ исто као и Џоана, и инсистира да би одузимање Билија могло да му нанесе „непоправљиву” штету.
Правна битка постаје спорна када адвокати прибегну бруталним личним нападима. Шонеси доводи Џоану до суза присиљавајући је да призна да је била део неуспеха свог брака. Тед такође признаје да је правио грешке као отац и муж. Међутим, његов губитак посла и Билијева несрећа се користе да га дискредитују. Тед изражава огорченост на Џоану због агресивне тактике њеног адвоката. Маргарет сведочи у Тедово име и моли Џоану да призна да је он постао сјајан отац.
Касније, Тед сазнаје да је Џоани додељено старатељство. Одлучује да се не жали како би Билија поштедео терета сведочења на суду. Били постаје узнемирен док Тед објашњава да ће се и даље виђати, иако ће Били живети са својом мајком. Ујутро када би Џоана требало да дође по Билија, она звони на интерфон стамбене зграде и тражи да види Теда у предворју насамо. Она у сузама открива да ће се одрећи старатељства након што је схватила да не жели да одведе Билија из његовог дома. Тед је охрабрује док се пење лифтом да обавести свог сина.

## Улоге
| Глумац          | Улога                |
| --------------- | -------------------- |
| Дастин Хофман   | Тед Крамер           |
| Мерил Стрип     | Џоана (Стерн) Крамер |
| Џастин Хенри    | Били Крамер          |
| Џејн Александер | Маргарет Фелпс       |
| Хауард Даф      | Џон Шонеси           |
| Петра Кинг      | Пети Фелпс           |
| Мелиса Морел    | Ким Фелпс            |
| Џорџ Коу        | Џим О’Конор          |